# Le Perrier
Le Perrier település Franciaországban, Vendée megyében. Lakosainak száma 2210 fő (2022. január 1.). Le Perrier Challans, Saint-Hilaire-de-Riez, Saint-Jean-de-Monts, Sallertaine és Soullans községekkel határos.

## Népesség
A település népességének változása:
| Lakosok száma | 1897 | 1954 | 2020 | 2023 | 2043 | 2056 | 2068 | 2140 | 2210 |
|               | 2013 | 2015 | 2016 | 2017 | 2018 | 2019 | 2020 | 2021 | 2022 |